# Telaranea oligophylla
Telaranea oligophylla là một loài rêu tản trong họ Lepidoziaceae. Loài này được (Lehm. & Lindenb.) J.J. Engel miêu tả khoa học lần đầu tiên năm 1976.